# Nouveaux Cahiers
 (août 2018).
Nouveaux Cahiers est une revue bimensuelle française, fondée par Jacques Barnaud et Auguste Detœuf, dirigée par Jean Coutrot. Elle fut publiée à Paris d'avril 1937 à 1940 (I-IV, no 1-57).

## Ligne éditoriale
Cette revue économique et politique s’est formée au cœur de la crise économique qui déchirait la France des années 1930. Ses collaborateurs plaidaient pour la collaboration économique franco-allemande et réclamaient un plus grand pouvoir pour l'élite technicienne. Ils étaient en faveur de la construction d'un syndicalisme ouvrier et patronal, apolitique et obligatoire.
D’une manière générale, les Nouveaux cahiers défendaient l’idée d’une gestion rationnelle et dirigée de l’économie, ce qui, par ailleurs, était au centre des préoccupations d'une partie du grand patronat de l'époque dont plusieurs membres ont collaboré à la revue. Celle-ci réunissait à la fois des banquiers (banque Worms, notamment), des industriels, des hauts fonctionnaires et des syndicalistes.
Se réclamant de principes proches du corporatisme (qui connut un essor spectaculaire durant les années 1930, notamment dans les régimes autoritaires), les membres des Nouveaux cahiers proposaient une collaboration du patronat avec les syndicats ouvriers pour faire face à la crise et, dans une perspective anticommuniste, mettre fin à la lutte des classes autrement que dans l'optique historiciste propre au marxisme. Devant la victoire du Front populaire, les Nouveaux cahiers tentèrent de gagner l’appui d'une certaine gauche socialiste radicale et antibolchévique.
Durant l’Occupation, plusieurs membres des Nouveaux cahiers, tel  Georges Albertini, s’impliquèrent activement dans la collaboration ou occupèrent des postes importants dans le régime de Vichy. D'autres, comme Simone Weil, se sont consacrés à une œuvre personnelle (philosophie).

## Principaux collaborateurs de la revue
- Georges Albertini
- Jacques Barnaud
- Henri Bouché
- Jean Coutrot
- Auguste Detœuf
- Pierre Detoeuf
- Ernest Mercier
- Boris Souvarine
- Georges Weill
- Simone Weil